# Alexander von Brill
Alexander von Brill, född 20 september 1842 i Darmstadt, död 8 juni 1935 i Tübingen, var en tysk matematiker.
Brill var 1884–1918 professor vid Tübingens universitet. Hans talrika avhandlingar, som huvudsakligen finns i "Mathematische Annalen", behandlar främst antalgeometri; här kan nämnas den till villkorliga algebraiska kurvor utvecklade korrespondensprincipen, som uppställdes av Arthur Cayley, men först bevisades av Brill. Han ägnade sig även åt modeller av algebraiska kurvor och ytor. Tillsammans med Max Noether utgav Brill Über die Entwicklung der Theorie der algebraischen Functionen in älterer und neuerer Zeit (1894)